# Wojciech Władyczyn
Wojciech Roman Władyczyn (ur. 6 kwietnia 1944) – polski działacz państwowy i menedżer kultury, w latach 1984–1990 wicewojewoda przemyski.

## Życiorys
Syn Romana. W latach 60. i 70. działał w zespołach big bitowych. Grał na organach i pianinie oraz śpiewał w grupie 5 Gwiazd działającej przy Miejskim Domu Kultury w Przemyślu, po odejściu z niej w październiku 1969 założył grupę Fatum. Należał do Polskiej Zjednoczonej Partii Robotniczej. W latach 1971–1984 był dyrektorem Przemyskiego Domu Kultury (od 1975 pod nazwą Wojewódzki Dom Kultury w Przemyślu), w ramach tej funkcji był m.in. pomysłodawcą Festiwalu Kapel Folkloru Miejskiego w Przemyślu. Następnie od 1984 do 1990 pozostawał wicewojewodą przemyskim. W III RP kontynuował działalność polityczną w ramach Sojuszu Lewicy Demokratycznej, m.in. w 2006 z listy Lewicy i Demokratów kandydował do przemyskiej rady miejskiej. W 2003 został zastępcą dyrektora Muzeum Narodowego Ziemi Przemyskiej w Przemyślu, w 2010 przeszedł na emeryturę. W 2011 powrócił do tego muzeum jako pełniący obowiązki dyrektora, był nim do 2014. Wchodził ponadto w skład rady muzeum przy Zamku w Łańcucie.